# リジェ・JS35
リジェ・JS35 (Ligier JS35) は、リジェチームが1991年シーズンのF1参戦に用いたフォーミュラ1カーである。デザイナーはミッシェル・ボイジョン、フランク・ダーニー。

## 概要
前年のJS33に代わって、パワフルなランボルギーニ製V12エンジンを搭載する。ドライバーラインナップも一新され、ウィリアムズから移籍したティエリー・ブーツェンと、国際F3000チャンピオンのエリック・コマスがドライブした。

### 開発
マシンの完成は遅れ、開幕前テストは旧型JS33での合同テスト参加を余儀なくされた。発表されたJS35は、フロントノーズ先端こそ非常に細くなっているが、コクピットに向かって大きく膨らむよう曲線で構成され、他チームのマシンよりずんぐりと大柄に見えたことから「マッコウクジラ」(正確には「モビーディック」、ハーマン・メルヴィルの小説「白鯨」の主人公）というF1カーとしては有り難くないニックネームが報道陣により付けられた。

### 1991年シーズン
実戦が始まるとJS35は速さが無く、前年ウィリアムズでトップ5の常連だったブーツェンが予選から20位前後の下位に沈むと、第2戦終了時には早くも「ブーツェンのリジェ移籍は失敗」「レースで勝つには戦えるマシンに乗ることが条件であることをブーツェンの精彩の無さが示している」など、JS35の出来は酷評された。
第3戦サンマリノGPから早くも大幅変更が加えられ、インダクションポッドの大型化やサイドポンツーンを高くして空力の改善を狙った改良版・JS35Bが投入された。地元マニクールでの開催となった第7戦フランスGPでは、ギ・リジェの旧友ミッテラン大統領が現地に姿を見せるなど、リジェのピットは注目をあびる中でモデファイされたJS35Bはいつもは前にいるライバルたちを押し退けて日曜朝のウォームアップセッションでブーツェン4位、コマス5位を占め、ミッテランを喜ばせた。ただしこれは決勝用のセッティング確認よりも軽いタンクでタイムを出しに行った結果だったため、決勝はコマスが2周遅れの11位、ブーツェンが3周遅れの12位で終えた。このほか同年にJS35Bが話題となったのは、第9戦ドイツGPフリー走行にてシケインで横転する大クラッシュをしたコマス、第15戦日本GPでブーツェンが予選初日に10位とシーズン最高位である好位置に食い込み、「重量級と言われる今年のリジェで素晴らしいタイム」と評されたことくらいであった。日本GPではコマスも決勝でティレル・ホンダのステファノ・モデナを抜くなど7位まで浮上するも、オルタネーターが壊れるというマイナートラブルで入賞の好機を逃した。
結局シーズンを通して入賞することが出来ず、決勝最高位は2度の7位完走に留まり、前年の優勝経験者ブーツェンをもってしても年間ノーポイントに終わった。ブーツェンはJS35を「メカトラブルが多かったのと、いろんなセットアップを試したけどシーズン後半になったというのにマシンの挙動が改善せず、不安定なままだった。少しセッティングを変えるとすぐに乗りにくくなってしまう。とても扱いにくいマシンだった」と述べている。
シーズン終了後のインダビューでデザイナーのフランク・ダーニーは「JS35のモノコックが仕上がり悪いものだったのは事実で、このモノコックをベースに何か改良しても無益なのはわかっていた。よって、ルノーを使えることが決まっているJS37の開発は全てを一から始めなければならなかったし、JS35が実戦を走り始めた1991年3月頃にはもうJS37の開発を始めていた。リジェには空力の専門家が2人いて、1人はJS37のクレイモデルに没頭し、もう1人がJS35の改良に務めるという状況になった。」と証言している 。

### JS35R
1991年シーズン終了後のテスト用に、JS35にルノー製V10エンジンを搭載した「JS35R」が製作された。11月13日にマニクール・サーキットでブーツェンによってシェイクダウンされた。JS35Rには新型のX-トラック社製横置きトランスミッションが搭載され、次期マシンJS37開発のためのデータ蓄積を担った。

## F1における全成績
(key) （太字はポールポジション）
| 年     | シャシー   | エンジン                     | タイヤ | No. | ドライバー             | 1   | 2   | 3   | 4   | 5   | 6   | 7   | 8   | 9   | 10  | 11  | 12  | 13  | 14  | 15  | 16  | ポイント | 順位 |
| ------ | ---------- | ---------------------------- | ------ | --- | ---------------------- | --- | --- | --- | --- | --- | --- | --- | --- | --- | --- | --- | --- | --- | --- | --- | --- | -------- | ---- |
| 1991年 | JS35 JS35B | ランボルギーニ 3512 3.5, V12 | G      |     |                        | USA | BRA | SMR | MON | CAN | MEX | FRA | GBR | GER | HUN | BEL | ITA | POR | ESP | JPN | AUS | 0        | -    |
| 1991年 | JS35 JS35B | ランボルギーニ 3512 3.5, V12 | G      | 25  | ティエリー・ブーツェン | Ret | 10  | 7   | 7   | Ret | 8   | 12  | Ret | 9   | 17  | 11  | Ret | 16  | Ret | 9   | Ret | 0        | -    |
| 1991年 | JS35 JS35B | ランボルギーニ 3512 3.5, V12 | G      | 26  | エリック・コマス       | DNQ | Ret | 10  | 10  | 8   | DNQ | 11  | DNQ | Ret | 10  | Ret | 11  | 11  | Ret | Ret | 18  | 0        | -    |

## 参照
1. 1 2  フランク・ダーニーが語るリジェ　グランプリ・エクスプレス '92開幕直前号 23頁 山海堂 1992年3月7日発行
2. ↑  ブラジルGP予選 VOICE　F1速報 ブラジルGP号 12頁1991年4月13日発行
3. ↑  RACE REPORT フランスGP　Racing On No.103 8-9頁 1991年9月1日発行
4. ↑  REPORT 日本GP　Racing On No.109 13頁 1991年12月1日発行
5. ↑  ハンガロリンク予選 T.ブーツェン（予選初日18位）　グランプリ・エクスプレス '91ハンガリーGP号 41頁 1991年9月4日発行
6. ↑  ニューコンビネーションの期待 リジェ・ルノー　グランプリ・エクスプレス '92カレンダー号 2頁 1991年12月21日発行